# Pomarea iphis
El monarca de Ua Huka (Pomarea iphis) es una especie de ave paseriforme de la familia Monarchidae endémica de la isla Ua Huka, en las islas Marquesas.

## Descripción
El monarca de Uahuka mide unos 17 cm de largo. Su ala mide unos 9,3 cm. En los machos adultos, cabeza, espalda, grupa, cola de las alas, manto superior es de un tono negro con un tinte verdoso. El plumaje es oscuro. Las plumas secundarias y sobre todo las plumas de la cola tienen un brillo de color verde oscuro. Las plumas timoneras son de color negro. La parte baja del pecho, el vientre y los flancos están cubiertos de plumas negras y blancas mates mixtas, que dan al plumaje una apariencia moteada grosera. El iris es de color marrón, el pico negro con un tinte azulado cerca de la base. Las patas  son de color negro hollín.
En la hembra adulta la cabeza y el cuello son oliva marrón con algunas plumas dispersas en la frente, la corona y alrededor del ojo. La parte trasera,  hombro y rabadilla son marrón canela. Los muelles son de color marrón oliva con bordes exteriores de color amarillo-marrón estrechas. Las plumas tienen bordes interiores blanquecinos y las plumas secundarias bordes interiores y final blanquecinos. Las plumas timoneras son oliva marrón con amplios bordes de color amarillo-marrón y puntos. El vientre es blanquecino. Las mejillas y la garganta son de color negro veteado. El flancos, el pecho y debajo de la cola son de color amarillo-marrón.

## Distribución y hábitat
Es endémica de las islas Marquesas, polinesia francesa.  Sus hábitats naturales son los bosques secos subtropicales o tropicales, bosques bajos húmedos subtropicales o tropicales, zonas arbustivas húmedas subtropicales o tropicales, y las plantaciones.